# Hosszúrét
Hosszúrét ([ˈhossuːɾeːt]) est un quartier de Budapest, situé dans le 11e arrondissement.